# Puig d'Estela
Puig d'Estela är en bergstopp i Spanien.   Den ligger i provinsen Província de Girona och regionen Katalonien, i den östra delen av landet, 600 km öster om huvudstaden Madrid. Toppen på Puig d'Estela är 694 meter över havet. Puig d'Estela ingår i Serra de l'Albera.
Terrängen runt Puig d'Estela är huvudsakligen lite bergig. Runt Puig d'Estela är det ganska glesbefolkat, med 38 invånare per kvadratkilometer. Närmaste större samhälle är Llançà, 14,0 km sydost om Puig d'Estela. I omgivningarna runt Puig d'Estela växer i huvudsak blandskog.